# Бейтс, Барбара
Ба́рбара Бейтс (англ. Barbara Bates; 6 августа 1925, Денвер, Колорадо, США — 18 марта 1969, там же) — американская актриса.

## Биография
Барбара Бейтс родилась 6 августа 1925 года в Денвере (штат Колорадо, США). У Бейтс было две младших сестры.
За свою 17-летнюю кинокарьеру, длившуюся в 1945—1962 года, Барбара снялась в 37-ми фильмах и телесериалах.

### Личная жизнь
27 марта 1945 года Барбара вышла замуж за публициста Сесиля Коэна, за которым была замужем 21 год до его смерти от рака 25 января 1967 года. В декабре 1968 года Бейтс вышла замуж во второй раз за спортивного комментатора Уильяма Рида, за которым была замужем 3 месяца до своей смерти в марте 1969 года. Детей не имела.

## Гибель
43-летняя Барбара покончила жизнь самоубийством 18 марта 1969 года, отравившись угарным газом в гараже своей матери в Денвере (штат Колорадо, США).

## Избранная фильмография
| Год  |   | Русское название               | Оригинальное название    | Роль                                  |
| ---- | - | ------------------------------ | ------------------------ | ------------------------------------- |
| 1945 | ф | Саломея, которую она танцевала | Salome Where She Danced  | девушка Саломея (в титрах не указана) |
| 1948 | ф | Роман в открытом море          | Romance on the High Seas | стюардесса                            |
| 1948 | ф | Джонни Белинда                 | Johnny Belinda           | Грейси Андерсон (в титрах не указана) |
| 1948 | ф | Похождения Дон Жуана           | Adventures Of Don Juan   | в титрах не указана                   |
| 1949 | ф | Ревизор                        | The Inspector General    | Лиза                                  |
| 1950 | ф | Зыбучий песок                  | Quicksand                | Хелен Колдер                          |
| 1950 | ф | Оптом дешевле                  | Cheaper by the Dozen     | Эрнестина Гилбрет                     |
| 1950 | ф | Всё о Еве                      | All About Eve            | Фиби                                  |
| 1951 | ф | Давай сделаем это легально     | Let's Make It Legal      | Барбара Денем                         |
| 1953 | ф | Кэдди                          | Wicked Stepmother        | Лиза Энтони                           |
| 1953 | ф | Рапсодия                       | Rhapsody                 | Effie Cahill                          |
| 1954 | с | Эта прекрасная жизнь (сериал)  | It's a Great Life        | Cathy "Katy" Morgan                   |
| 1958 | ф | Территория Апачей              | Apache Territory         | Jennifer Fair                         |